# 2094 Magnitka
2094 Magnitka (1971 TC2) là một tiểu hành tinh vành đai chính được phát hiện ngày 12 tháng 10 năm 1971 ở Đài vật lý thiên văn Crimean.